# Romel Guzamana
Romel Edgardo Guzamana (Puerto Ayacucho, estado Amazonas, Venezuela; 15 de noviembre de 1977) es un político venezolano y actual diputado a la Asamblea Nacional de Venezuela, por los estados Amazonas y Apure. Guzamana es el primer diputado de oposición al gobierno de Nicolás Maduro elegido por los pueblos indígenas del sur de Venezuela.

## Carrera
De acuerdo con el Instituto Venezolano de los Seguros Sociales, Guzamana trabaja para la gobernación de Amazonas y, a partir julio de 2015, para la alcaldía del municipio Atures, en el estado Amazonas. Guzamana también se ha desempeñado como coordinador general de la Confederación Indígena Bolivariana de Amazonas (COIBA).
Fue elegido como diputado a la Asamblea Nacional Representación Indígena Región Sur para el periodo 2016-2021 por la coalición de la Mesa de la Unidad Democrática (MUD). El 5 de enero de 2016 se le desincorporó de la Asamblea junto a Nirma Guarulla y Julio Ygarza, diputados también electos por el estado Amazonas, como medida de la oposición para que el Tribunal Supremo de Justicia declarara el cese del desacato en el hemiciclo.
El 9 de noviembre de 2017 dio a conocer su decisión de salir de la MUD al considerar que la coalición debía reogarnizarse y tomar en cuenta a los partidos pequeños. El 11 de enero de 2018 pidió a la nueva directiva de la Asamblea Nacional la reincorporación a su curul porque el Tribunal Supremo de Justicia (TSJ) no tuvo pruebas de la acusación de compra de votos en las elecciones parlamentarias de 2015, su incorporación fue aprobada tiempo después, y vuelve a Voluntad Popular.
El caso de su desincorporación fue remitido por la Comisión Interamericana de Derechos Humanos a la Corte Interamericana de Derechos Humanos en 2024.